# Обсерватория Дадли
Обсерватория Дадли — астрономическая обсерватория, основанная в 1852 году в Скенектади, штат Нью-Йорк, США.

## Руководители обсерватории
- 1855—1859 — Бенджамин Гулд
- 1860—1862 — Ормсби Митчел
- 1862—1874 — Джордж Хаф[англ.]
- 1876—1911 — Льюис Босс
- 1912—1956 — Бенджамин Босс[англ.]
- 1956—1976 — Curtis L. Hemenway
- 1986—2000 — Ральф Алфер
- 2002—2004 — M. Colleen Gino
- с 2004 года — Janie Schwab

## История обсерватории
Строилась обсерватория до 1856 года. Официальное открытие состоялось 28 августа 1856 года. Обсерватория названа в честь сенатора США Чарльза Дадли. Обсерватория является старейшей астрономической научно-исследовательской организацией в США. В настоящее время обсерватория не проводит научных наблюдений, а организует награждения астрономов и популярные лекции. В 1893 году обсерватория переехала на новое место. Наблюдения проводились до 1965 года.

## Инструменты обсерватории
- Olcott Меридианный круг (1857 год)
- Clark «Comet Catcher» telescope (1857)
- Меридианный телескоп (1857) (D = 6+(3/8) дюйма, F = 8 футов)
- Fitz экваториальный телескоп (1860) (D = 13 дюймов, F = 15 футов)
- Pruyn экваториальный телескоп (1893) (D = 12 дюймов), рефрактор
- Frank L. Fullam радиотелескоп (1972) — 100-футовая апертура

## Направления исследований
- Создание астрометрического каталога ярких звезд (в XX веке)
- Микрометеориты
- Образовательная деятельность в области астрономии

## Основные достижения
- Открытие астероида (55) Пандора
- Измерение собственных движений более 30 000 звезд

## Известные сотрудники
- Джордж Сирл — открыл один астероид
- Франц Брюннов
- Ральф Уилсон[англ.]
- Ричард Такер[англ.]
- Роско Сэнфорд[англ.]
- en:Frederick Townsend — в XIX веке был руководителем обсерватории[источник не указан 887 дней]

## Адрес обсерватории
- Старая обсерватория — код «793» (1852—1893) — 42°39′13″ с. ш. 73°46′48″ з. д.HGЯO, высота над уровнем моря 40 метров.
- Новая обсерватория — код «296» (с 1893 года) — 42°39′47″ с. ш. 73°44′54″ з. д.HGЯO, высота над уровнем моря 132 метра.